# ألكان-كالا (سيسينيجا)
ألكان-كالا (بالروسية: Алхан-Кала) هي مدينة في جمهورية الشيشان في روسيا.